# Polygala myrtillopsis
Polygala myrtillopsis là một loài thực vật có hoa trong họ Polygalaceae. Loài này được Welw. ex Oliv. miêu tả khoa học đầu tiên năm 1868.